# Didymocarpus ovatus
Didymocarpus ovatus är en tvåhjärtbladig växtart som beskrevs av Euphemia Cowan Barnett. Didymocarpus ovatus ingår i släktet Didymocarpus och familjen Gesneriaceae. Inga underarter finns listade i Catalogue of Life.